# Karime Abud
Karime Abud Lira (Álvaro Obregón, Ciudad de México, 24 de enero de[1993) es una futbolista mexicana profesional que juega de delantera en el Cruz Azul F. C. de la Primera División de Méxicol.

## Trayectoria
Previo a su debut profesional participó en equipos amateurs de fútbol 7 y fútbol 5 en la ligas de la Ciudad de México. Debutó en el torneo Apertura 2017 de la Primera División Femenil de México con el Universidad Nacional, con el cual anotó 7 goles, convirtiéndose en la goleadora de su club.

## Estadísticas

### Clubes
| Club                 | País   | Año         |
| -------------------- | ------ | ----------- |
| Universidad Nacional | México | 2017 - 2018 |
| Deportivo Toluca     | México | 2019 - 2020 |
| Cruz Azul            | México | 2020 - 2023 |